# 赫氏短脊鱂
赫氏短脊鱂，為輻鰭魚綱鯉齒目鯉齒亞目花鳉科短脊鱂屬的其中一種，該物種分布於中美洲巴拿馬的淡水流域，體長可達5.5公分，屬肉食性，生活習性不明。